# Uranophora hoppi
Uranophora hoppi là một loài bướm đêm thuộc phân họ Arctiinae, họ Erebidae.